# 绒毛赤竹
绒毛赤竹（学名：Sasa tomentosa）为禾本科赤竹属下的一个种。

## 扩展阅读
- 維基物種上的相關：绒毛赤竹